# Easy Catalan
Easy Catalan és un projecte i una entitat sense ànim de lucre, nascut el 2018, que forma part del projecte internacional Easy Languages, una iniciativa que es dedica a la creació de material audiovisual en línia per donar suport a l'aprenentatge de llengües com anglès, francès, alemany, espanyol, rus, portuguès, àrab, polonès, mandarí, entre d'altres. Als vídeos s'hi poden veure entrevistes al carrer amb parlants reals perquè el seu lema en anglès és “learning languages from the streets”. Tots els episodis es produeixen en idiomes locals i contenen subtítols tant en l'idioma original com en anglès.
Actualment publiquen un vídeo al mes. El primer dilluns de cada mes. Intercalen vídeos d'entrevistes per ensenyar el català parlat al carrer i vídeos més didàctics (Super Easy) per a tots aquells que comencen a aprendre català des de zero. En tots els vídeos hi ha els subtítols en català i la traducció a l'anglès. Aquest és el format que presenten tots els vídeos d'Easy Languages. A més a més, a la caixa de descripció del vídeo sempre hi ha una explicació del tema que tracten, així com la correcció de petits errors que apareixen entre parèntesis o claudàtors als subtítols. Actualment, Easy Catalan és present a tres xarxes socials: Instagram, Facebook i Twitter.

## Canal nou i Patreon
Des de l'abril de 2020, Easy Catalan té canal de YouTube propi. Fins llavors, es van publicar els primers vint vídeos al canal de YouTube d'Easy Languages i a partir de l'abril es comencen a publicar al seu canal.
A dins del canal hi ha diferents llistes de reproducció. Tots els vídeos fets fins al moment, els Super Easy, els d'entrevistes, col·laboracions fetes amb altres equips i youtubers, així com una llista amb cançons. Aquesta última s'actualitza cada mes amb tres cançons.
A més a més, a l'abril, també van començar una campanya de mecenatge a través de Patreon.